# Primeiro Golpe de Mobutu

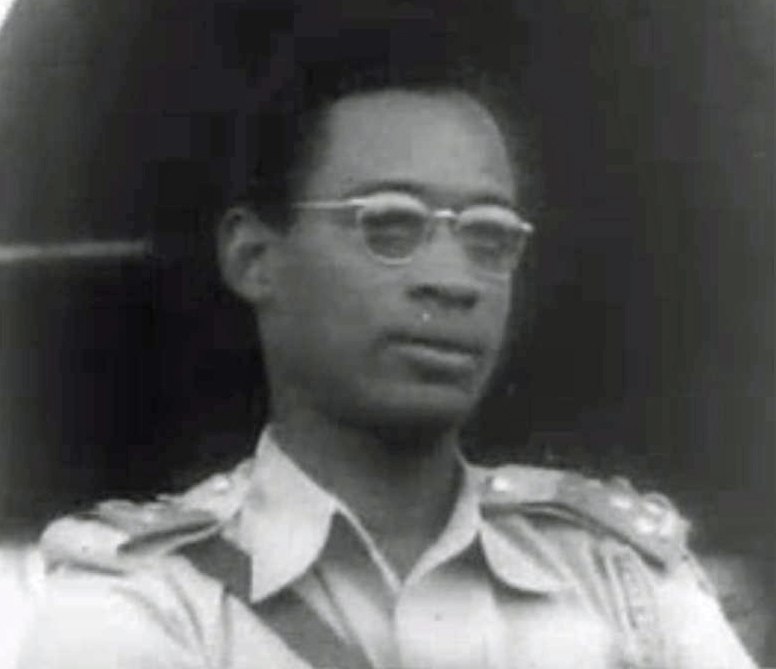
Mobutu em 1960.

O primeiro golpe de Mobutu ocorreu em 14 de setembro de 1960 no contexto da crise congolesa. Joseph-Désiré Mobutu, então comandante-em-chefe das forças armadas em um Congo enfraquecido por secessões em grande parte de seu território juntamente com um impasse político entre o primeiro-ministro Patrice Lumumba e o presidente Joseph Kasa-Vubu, suspende as funções destes últimos.
Este primeiro golpe de Estado, onde Mobutu devolveria rapidamente o poder a um governo civil de acadêmicos (o dito Collège des commissaires généraux), contribuiria largamente para a ausência de resistência durante o seu segundo golpe de Estado cinco anos mais tarde, na sequência de uma nova crise política, no qual observou-se um grande número de líderes políticos, religiosos e acadêmicos congoleses felicitá-lo. Mobutu estabelece desta vez uma ditadura autoritária que durará até 1997, transformando profundamente o jovem país.

## Contexto

### Eleições de maio de 1960
As eleições legislativas, senatoriais e provinciais foram realizadas de 11 a 22 de maio de 1960 no Congo Belga, atual República Democrática do Congo. As eleições logo precederam a independência da Bélgica em 30 de junho de 1960. Os resultados das eleições foram assembleias nacionais e provinciais fortemente fragmentadas, com os partidos políticos quase todos se estabelecendo apenas em seus redutos eleitorais. A partir dessa fragmentação, uma coalizão liderada pelo Movimento Nacional Congolês de Patrice Lumumba consegue garantir a maioria nas duas câmaras. Lumumba foi assim nomeado primeiro-ministro e formou o primeiro governo do Congo independente, enquanto Joseph Kasa-Vubu da Alliance des Bakongo foi eleito seu primeiro presidente pelo parlamento.

### Crise Congolesa

Mapa das áreas controladas pelos participantes da crise congolesa: em azul, o governo de Léopoldville; em vermelho o governo rebelde baseado em Stanleyville; em verde o Catanga autônomo; em amarelo o Cassai independente.

O despreparo do país para a independência o conduziria rapidamente a uma crise de extremas proporções. A violência étnica alastrou-se à medida que o exército se amotinava contra a sua hierarquia branca, levando à rápida promoção do Coronel Joseph-Désiré Mobutu ao cargo de Chefe do Estado-Maior e, em 24 de junho, Secretário de Estado do governo Lumumba, este último sob a sua tutela. As tendências centrífugas do imenso país acentuadas pelos dirigentes das formações políticas provinciais em busca de cargos governamentais levam à secessão em 11 de julho do Estado de Catanga liderado por Moïse Tshombe seguido no início de agosto por Cassai do Sul liderado por Albert Kalonji, ambos com o apoio dos ocidentais e das empresas de mineração. Lumumba rompe relações diplomáticas com a Bélgica e traz uma missão de manutenção da paz da ONU ao território congolês.
A crise é agravada pela rivalidade entre Kasa-Vubu e Lumumba. A virulência do antiocidentalismo deste último lhe rendeu acusações de simpatia comunista na época, exacerbada por sua desconfiança em relação às tropas onusianas, as quais suspeitava protegerem os estados secessionistas pró-ocidentais, pois o general Dag Hammarskjöld se recusava a atacá-los em cooperação com o exército congolês. O incidente então leva Lumumba a solicitar assistência da União Soviética, que envia conselheiros. A crise se transforma em um impasse político em 5 de setembro, quando Kasa-Vubu demite Lumumba e o substitui por Joseph Ileo, um moderado. Lumumba reage declarando o procedimento inconstitucional e, em contrapartida, anuncia a deposição de Kasa-Vubu. As pretensões dos dois homens permanecem verbais, o impasse continuou por vários dias antes que o parlamento terminasse em 13 de setembro, votando com plenos poderes em Lumumba, ao mesmo tempo em que determinava que os dois homens deveriam manter seus respectivos cargos. No dia seguinte, Kasa-Vubu nomeia Mobutu Comandante-em-Chefe do exército.

## Golpe de Estado
Na mesma noite de 14 de setembro, às 20h50, Joseph-Désiré Mobutu executou seu primeiro golpe, anunciando a “neutralização” dos dois homens que que foram colocados em prisão domiciliar.
O Exército Nacional Congolês decidiu neutralizar o Chefe de Estado, os dois governos rivais presentes, bem como as duas câmaras legislativas até 31 de dezembro. Isso permitirá que os políticos tenham tempo para tentar chegar a um acordo, a fim de melhor servir os interesses primordiais deste país.
Declara a "neutralização" dos políticos, dizendo que "não se trata de um golpe de Estado, mas de uma simples revolução pacífica para restabelecer a ordem". O presidente Kasa-Vubu é oficialmente mantido na liderança do país. O vice-ministro das Relações Exteriores da URSS (Valerian Zorin) protesta junto ao secretário-geral das Nações Unidas enquanto Patrice Lumumba denuncia o golpe de Estado. Em resposta, Mobutu fecha as embaixadas da União Soviética e vários países socialistas, dando aos seus diplomatas 48 horas para deixar Léopoldville. Ele rapidamente confiou o governo a acadêmicos trintenários que formaram o Collège des commissaires généraux até o poder ser entregue a um governo constitucional em janeiro de 1961.

## Resultado
Lumumba, fugindo para Stanleyville, foi preso no início de dezembro por Mobutu e entregue a Moïse Tshombe que o assassinou em 17 de janeiro de 1961. Um governo pró-Lumumba rival foi formado nesse meio tempo no leste do país, liderado por Pierre Mulele e Antoine Gizenga e apoiados pela URSS. Com a ajuda de forças da ONU e antigos oficiais brancos, Mobutu conseguiu recapturar todo o território nos anos seguintes. Mulele é morto e Gizanga preso enquanto Moïse Tshombe é exilado. Novas eleições finalmente ocorrerão no país apenas em 1965, após o estabelecimento da constituição da primeira república, conhecida como Constituição de Luluabourg, adotada por referendo em 10 de julho de 1964.